# Cunit
Cunit település Spanyolországban, Tarragona tartományban. Cunit Castellet i la Gornal, Cubelles és Calafell községekkel határos. Lakosainak száma 15 804 fő (2024).

## Népesség
A település népessége az elmúlt években az alábbi módon változott:
| Lakosok száma | 116  | 325  | 309  | 296  | 1217 | 8086 | 12 279 | 11 989 | 12 952 | 15 804 |
|               | 1717 | 1887 | 1936 | 1960 | 1986 | 2004 | 2009   | 2014   | 2019   | 2024   |